# Meteor Garden
Meteor Garden (chino tradicional:流星花园; pinyin: Liu Xing Hua Yuan) es un drama taiwanés que comenzó su emisión el 12 de abril de 2001 sobre CTS. Es una versión de Taiwán en vivo del manga japonés Hana yori dango de Yoko Kamio. Las estrellas principales del drama son Jerry Yan, Vic Chou, Vanness Wu, Ken Chu y Barbie Hsu.
Meteor Garden era muy popular en Asia. Debido a la popularidad de la serie en toda Asia, surgieron dos secuelas: Meteor Rain y Meteor Garden II. 
En 2018, Angie Chai realizó una nueva versión más actual en China Meteor Garden con mayor éxito internacional debido a su difusión por Netflix

## Trama
Shancai, una chica de clase medio baja, va a la Universidad Mingde, la escuela privada exclusivamente para gente rica. Además de ser mirada con desprecio por sus compañeros millonarios, ella ha hecho enfurecer al líder de los F4, Daoming SI.El F4 está formado por Daoming Si, HuaZe Lei, Yan Ximen y Feng Meizuo, que son los herederos de las 4 familias más ricas y ellos donan mucho dinero a la escuela, así que absolutamente nadie se atreve a desafiarlos. Shancai ha sido la única de la escuela que se ha atrevido a enfrentarse a Daoming Si y eso hizo que en él despertara un interés hacia ella. No obstante, su continua tortura hacia ella ha hecho que ella lo odie y también que ella se haya enamorado de HuaZe Lei quien constantemente la ha estado ayudando en sus problemas, al final Shancai se enamora de Daoming Si, pero su amor tendrá obstáculos en camino sobre la madre de daoming si se interpondrá entre ellos. Pero ninguno de los 2 se da por vencidos y luchan les tarda un tiempo pero lo logran, al final daoming si le da una sorpresa a dong Shancai casándose en un lugar muy lujoso y pues después se casan y viven felices...

## Reparto completo
- Barbie Hsu como Shancai
- Dylan Wang como Daoming Si
- Shen Yue como Dong Shancai.
- Darren Chen como Huaze Lei.
- Caesar Wu como XiMen.
- Connor Leong como Meizuo.
- Rainie Yang como Xiaoyou.
- Sun Yi Han como Teng Tang Jing.
- Edward Ou como Qinghe.
- Ye An Ting como Lizhen.
- Belinda Cheng es Bai He.
- Wang Yue como la madre de Shancai.
- Dong Zhi Cheng como el padre de Shancai.
- Zhen Xiu Zhen como Daoming Feng.
- Mary Hsu como Daoming Zhuang.
- Lan Cheng Long como Yamen.
- Zhang Ruo Zhen como Qian Hui.
- Ke Huan Ru como Xiao Zi.
- Liu Er Jin como el mayordomo de la familia Daoming.
- Wallace Chung como Ah Sung.
- Tang Qi como la institutriz.
- Li Jie Sheng como el novio de Xiaoyou.
- Bu Xue Liang como el profesor de la universidad.
- Xu Wei Lun como Ah Xun.
- Xiu Qin
- Bai Yan An
- Harlem Yu (Episodio 19).

## Diferencias con otras versiones
- Hana Yori dango tiene un final más concreto.
- Doumyoji (Dao ming Tse en Meteor Garden) y Tsukushi (Shan Tsai en Meteor Garden) terminan juntos, y Rui (Huaze Lei en Meteor Garden) se reúne con su primer amor que no sucedió en Meteor Garden 2018.
- Shan Tsai del homólogo japonés, Tsukushi, tenía un hermano menor en Hana Yori dango que desempeñó un pequeño papel en la historia.